# Star Trek: Nová generace
Star Trek: Nová generace (v anglickém originále Star Trek: The Next Generation) je americký sci-fi televizní seriál, v pořadí třetí z řady seriálů ze světa Star Treku. Jeho autorem je Gene Roddenberry, tvůrce celého Star Treku. Premiérově vysílán byl v letech 1987–1994 v syndikaci, celkem vzniklo 178 dílů v sedmi řadách. Děj Nové generace je zasazen do let 2364–2370, tedy přibližně 100 let po původním seriálu. Sleduje příběh hvězdné lodi USS Enterprise (NCC-1701-D), vlajkové lodi Hvězdné flotily, která zkoumá vesmír, navazuje kontakty s dalšími mimozemskými druhy, řeší diplomatické konflikty a čelí nejrůznějším hrozbám. Velícím důstojníkem Enterprise je kapitán Jean-Luc Picard (Patrick Stewart), jeho zástupcem komandér William Riker (Jonathan Frakes).

## Příběh
Seriál sleduje osudy hvězdné lodi USS Enterprise (NCC-1701-D) pod velením kapitána Picarda, která se asi 100 let po pětileté misi kapitána Kirka a jeho Enterprise vydává zkoumat část Galaxie, známou jako alfa kvadrant – tedy prostor relativně nedaleko Země, na který si činí nárok Spojená federace planet.

## Obsazení
- Patrick Stewart (český dabing: Pavel Soukup) jako kapitán Jean-Luc Picard
- Jonathan Frakes (český dabing: Gustav Bubník [1. řada, částečně 2. a 3. řada], Michal Jagelka [částečně 2. a 3. řada, 4.–7. řada]) jako komandér William Riker
- LeVar Burton (český dabing: David Schneider [1. řada], Saša Rašilov [2.–7. řada]) jako podporučík Geordi La Forge
- Denise Crosbyová (český dabing: Miluše Šplechtová) jako poručík Taša Jarová (1. řada, jako host ve 3. a 7. řadě)
- Michael Dorn (český dabing: Martin Kolár) jako podporučík Worf
- Gates McFaddenová (český dabing: Dana Bartůňková) jako doktorka Beverly Crusherová (1. a 3.–7. řada)
- Marina Sirtisová (český dabing: Magda Rychlíková [1.–5. řada], Kamila Špráchalová [poslední díl 5. řady, 6.–7. řada]) jako poradkyně Deanna Troi
- Brent Spiner (český dabing: Bohdan Tůma) jako nadporučík Dat (v originále Data)
- Wil Wheaton (český dabing: Karel Zima [1. řada], Jan Poledník [2.–7. řada], Jan Maxián [20. díl 7. řady]) jako Wesley Crusher (1.–4. řada, jako host v 5. a 7. řadě)

## Produkce

### Vývoj
V roce 1986 společnost Paramount Pictures, které patřil seriál Star Trek, zjistila, že i po dvaceti letech od začátku jeho vysílání je tento fenomén stále živý, o čemž svědčila i velká návštěvnost každého nově uvedeného celovečerního filmu. Studio se proto rozhodlo, že by bylo vhodné natočit další seriál, který by nějakým způsobem navazoval na seriál původní, o čemž se ostatně uvažovalo už v 70. letech a z této doby existovala řada scénářů (nerealizovaný projekt Star Trek: Phase II). Zprvu se uvažovalo o tom, že seriál by mohl navázat na původní seriál i se všemi herci, ale vedení zjistilo, že by se tato alternativa značně prodražila, protože herci z původního seriálu byli v té době populární a drahé hvězdy. Proto se rozhodlo, že seriál bude obsazen zcela jinou posádkou a tudíž i zcela jinými herci. Tím byly vyřešeny hned dva problémy. Nebylo nutné platit původním hercům vysoké částky za natáčení a tito herci se tak mohli nerušeně věnovat natáčení filmů.
Bylo rovněž rozhodnuto, že seriál nebude natáčen pro žádnou konkrétní televizní stanici, ale bude jako hotový televizím prodán. Tím se mělo předejít tomu, aby tyto stanice do natáčení vstupovaly a ovlivňovaly jej jako tomu bylo u prvního seriálu. Společnost Paramount v první řadě jako tvůrce oslovila otce Star Treku, Genea Roddenberryho. Ten byl myšlenkou nového seriálu nadšen a hned začal připravovat koncept. Když bylo rozhodnuto o zcela novém obsazení, napadlo ho, že by mohl zkusit zcela nový pohled na Star Trek, protože se mu nelíbilo pouze kopírovat původní posádku.
Roddenberry začal experimentovat. Celý seriál posunul o sto let do budoucnosti, což však znamenalo ukázat zcela nový svět, protože kdyby se Federace nijak nezměnila, ukazovalo by to na stagnující kulturu, a to by odporovalo konceptu ze 60. let. Změnil tedy prostředí a také atmosféru. Loď udělal větší s větší posádkou, o hodně luxusnější než předešlou. Bylo vytvořeno více hlavních hrdinů, což mělo dát větší prostor tvůrcům a scenáristům s tím, že se zde mělo více věnovat i ostatním hlavním postavám, ne jen trojici kapitán – první důstojník – doktor, jako v původním seriálu.
Roddenberry zahrnul do tvorby seriálu i lidi, kteří se podíleli na původním seriálu. Byli to hlavně kostýmní návrhář William Theiss, který navrhl uniformy pro nový seriál, dále David Gerrold, jeden ze scenáristů původního seriálu, produkční Robert Justman nebo scenáristka D. C. Fontana. S tímto týmem se pustil Roddenberry do práce. Bylo ale potřeba navrhnout zcela novou loď, která by však vycházela z lodi původní, čímž by byla ukázána kontinuita. Koncept nové lodi vytvořil výtvarník Andrew Probert, který rozpracoval nákresy původní Enterprise. Tak začal vznikat výraz nového seriálu, který by dál nesl odkaz původního seriálu. Seriál se tak odehrával od roku 2364 na USS Enterprise-D, vlajkové lodi Federace, která už nečítá jen několik planet, ale celé soustavy na několika tisících světelných letech. Vesmír už není tak záhadný jako za Kirka a tak se posádka zaměřuje spíše na diplomacii než na boj.
Nejzákladnější postavy byly dány dohromady velmi rychle. V první řadě zde měl být postarší, rozvážný a zkušený francouzský kapitán Jean-Luc Picard, který by se podobal spíše kapitánu Christopheru Pikovi. Jeho první důstojník měl být mladý, rázný muž z Aljašky William Riker, podobný Willardu Deckerovi z celovečerního snímku Star Trek: Film. Ostrahu měla mít na starosti hispánská důstojnice, drsná Macha Hernandezová a jako psychologická terapeutka měla působit empatická poradkyně z planety Betazed Deanna Troi, která měla být podobná poručíku Ilii ze snímku Star Trek: Film. Skupinku pak uzavíral hlavní inženýr lodi, Afričan Geordi La Forge, který měl být ale od narození slepý a vidět mu měl umožňovat speciální přístroj zvaný VISOR, a lodní lékařka Beverly Crusherová, půvabná žena ve středním věku se svým čerstvě pubertálním synem Wesleym.
Před vlastním natáčením však došlo ještě k několika změnám. Robert Justman navrhl dva nové členy posádky. Měli jimi být android Dat, inteligentní člen posádky, který se snaží být víc jako člověk, a pak také klingonský válečník Worf. Tato postava byla velice zásadní, protože v původním seriálu byli Klingoni hlavními nepřáteli Federace. Zprvu se uvažovalo i o tom, že by Klingoni nyní byli členy Federace, ale od toho se nakonec upustilo a Klingoni a Federace se stali „jen“ spojenci. Oproti původnímu seriálu to byla věc zcela radikální, která byla vysvětlena v roce 1991 ve filmu Star Trek VI: Neobjevená země. Další skutečností, kterou navrhl rovněž Justman, byl fakt, že by na palubě lodi měli být i civilisté a rodiny posádky. Loď měla totiž vesmírem putovat až dvacet let, takže by bylo logické mít na palubě svou rodinu. A třetí věc, kterou si vymínil také Justman, bylo zařízení známé jako simulátor, který slouží k rekreaci posádky tím, že umí holograficky vytvářet cokoliv, co si kdo přeje (krajiny, postavy, věci) a to tak dokonale, že to nelze od reálné skutečnosti rozpoznat. I přes jeho velký vliv se však další jeho nápady neujaly. Například ten, aby v seriálu nebyl hoch Wesley Crusher, ale dívka jménem Lesley Crusherová, a také aby vědeckým důstojníkem byla polovulkánská pravnučka Spocka. Oba návrhy zamítl sám Roddenberry.
David Gerrold zase navrhl, aby se warp pohon počítal podle nové stupnice a aby androidní člen posádky měl nezvyklé rysy (odlišnou barvu kůže, očí, naprosto spisovnou mluvu…). D. C. Fontana má zase na svědomí fakt, že se kapitán nejmenuje Julian, ale Jean-Luc. Také přesvědčila Roddenberryho, že betazedská poradkyně by neměla mít čtyři ňadra. Také navrhla, aby se hlavních záporných postav zhostili místo Klingonů Romulané.

### Casting
O podobu kapitána Jeana-Luca Picarda se opět postaral David Gerrold, který viděl divadelní představení, kde hrál britský herec Patrick Stewart. Tato volba se ale nelíbila Roddenberrymu, protože nechtěl mít v roli francouzského kapitána plešatého Brita a viděl v tomto herci spíše postavu androida Data, který podle něj měl být holohlavý. Po několika kandidátech se však i Roddenberry nechal přesvědčit, aby Picarda hrál Stewart. Trval ale na tom, aby hrál v paruce. Stewart si nechal přivézt svou oblíbenou paruku jménem George a přednesl v ní part Picarda, ovšem autoři se poté shodli, že bude hrát bez paruky.
Na roli androida Data angažovali tvůrci herce Brenta Spinera, který byl zprvu nadšen, ale když se dozvěděl, že by měl hrát s holou hlavou, nadšení pohaslo. Objevil se ovšem plešatý Stewart v roli Picarda, a tak bylo rozhodnuto, že jeden takový hrdina stačí. I tak si ale prošel zajímavou zkušeností, když se hledala ta pravá barva Datovy kůže, kdy byl celý natřený nejrůznějšími odstíny barev.
Na roli bezpečnostního důstojníka Machy Hernandezové měla být angažována britská herečka Marina Sirtisová. Když se však zúčastnila konkurzu ukázalo se, že nemá na drsnou mariňačku vlohy, ba co víc, že je vhodnější spíše na roli empatické poradkyně Deanny Troi. Macha Hernandezová byla zcela vyškrtnuta a hlavním bezpečnostním důstojníkem se nakonec stala Taša Jarová v podání Kaliforňanky Denise Crosbyové.
Další postavy byly obsazeny už vcelku jednoznačně. Geordiho La Forge si zahrál LeVar Burton, prvního důstojníka Williama Rikera herec Jonathan Frakes, doktorku Crusherovou Gates McFaddenová a Klingona Worfa Michael Dorn.

### Natáčení
Prvním dílem seriálu se stal dvojdíl „Střetnutí na Farpointu“, který napsala scenáristka D. C. Fontana. Aby její scénář nebyl příliš krátký, vymyslel si Roddenberry postavu Q – všemocnou zlomyslnou bytost, která se pak vrátila ještě v celé řadě epizod. D. C. Fontana do konceptu přispěla ještě jednou věcí. A tou bylo cameo admirála McCoye (v podání DeForesta Kelleyho), kterému bylo v době děje pilotního dvojdílu 137 let a který si přišel prohlédnout ošetřovnu na nové Enterprise.
Natáčení začalo v červnu 1987 a do vysílání šel seriál v USA 28. září v rámci syndikace, kdy byl vysílán na místních nezávislých stanicích.
První řada znamenala odchod naprosté většiny starých tvůrců a tedy nástup nové generace autorů, kteří se ale ne vždy shodli se starými. Mezi prvními novými tvůrci byl Rick Berman, který se později s Brannonem Bragou podílel na dalších startrekových seriálech. Kromě toho opustila seriál i postava Taši Jarové a její pozici bezpečnostního důstojníka zaujal Worf.
Ze druhé řady byla ze seriálu vyškrtnuta postava doktorky Crusherové, která byla nahrazena doktorkou Katherine Pulaskou. V díle „Kdo je Q“ se poprvé objevila kybernetická civilizace Borgů, jejímž autorem je scenárista Maurice Hurley. Na lodi se rovněž objevila tajemná barmanka Guinan, jejíž role se zhostila Whoopi Goldbergová, která tak chtěla splatit dluh, jenž cítila vůči původnímu seriálu a postavě poručíka Uhury.
Od třetí řady převzal seriál definitivně Rick Berman, na vedoucích pozicích se také objevil jeho spolupracovník Michael Piller. Vrátila se rovněž doktorka Crusherová. Pátá řada znamenala opět střídání tvůrců. Piller a Berman začali připravovat nový seriál Star Trek: Stanice Deep Space Nine a kormidlo Nové generace převzali Jeri Taylorová a Brannon Braga, kteří se zaměřili se spíše na rozvoj postav. Šestá a závěrečná sedmá řada byly ve znamení menších vesmírných dobrodružství a více se soustředily na posádku. Poslední díl byl odvysílán 23. května 1994.

## Vysílání
| Řada | Díly | Premiéra v USA     | Premiéra v USA    | Premiéra v ČR     | Premiéra v ČR     |
| Řada | Díly | První díl          | Poslední díl      | První díl         | Poslední díl      |
| ---- | ---- | ------------------ | ----------------- | ----------------- | ----------------- |
| 1    | 26   | 28. září 1987      | 16. května 1988   | 29. září 1994     | 14. února 1995    |
| 2    | 22   | 21. listopadu 1988 | 17. července 1989 | 6. března 1997    | 24. dubna 1997    |
| 3    | 26   | 25. září 1989      | 18. června 1990   | 29. dubna 1997    | 31. července 1997 |
| 4    | 26   | 24. září 1990      | 17. června 1991   | 5. srpna 1997     | 4. listopadu 1997 |
| 5    | 26   | 23. září 1991      | 15. června 1992   | 6. listopadu 1997 | 21. ledna 2000    |
| 6    | 26   | 21. září 1992      | 21. června 1993   | 28. ledna 2000    | 21. července 2000 |
| 7    | 26   | 20. září 1993      | 23. května 1994   | 28. července 2000 | 26. ledna 2001    |

## Přijetí
Seriál získal velké množství televizních cen. Díly „Vnitřní světlo“ a „Všechno dobré…“ byly oceněny cenou Hugo.

## Odvozená díla
Určitým zakončením seriálu je celovečerní film Star Trek: Generace z roku 1994. Posádka z Nové generace se potom v nové lodi USS Enterprise-E, opět pod Picardovým velením, objevila ve filmech Star Trek: První kontakt (1996), Star Trek: Vzpoura (1998) a Star Trek: Nemesis (2002).
Stejně jako z ostatních startrekovských seriálů i z Nové generace vznikla řada odvozených děl (počítačových her, komiksů a knih), které však nejsou řazeny do kánonu Star Treku. Od roku 1987 vydává americké nakladatelství Pocket Books licencovanou knižní sérii Star Trek: Nová generace, která již přesáhla počet 140 románů.